# Atractodes alpestris
Atractodes alpestris är en stekelart som beskrevs av Per Abraham Roman 1918. Atractodes alpestris ingår i släktet Atractodes och familjen brokparasitsteklar. Arten är reproducerande i Sverige. Inga underarter finns listade.